# Avoyelles megye
Avoyelles megye az Amerikai Egyesült Államokban, azon belül Louisiana államban található. Megyeszékhelye és legnagyobb városa Marksville. Lakosainak száma 39 693 fő (2020. április 1.). Avoyelles megye La Salle, Catahoula, Concordia, West Feliciana, Pointe Coupee, Saint Landry, Evangeline és Rapides megyékkel határos.

## Népesség
A megye népességének változása:
| Lakosok száma | 42 104 | 41 820 | 41 569 | 41 299 | 41 103 | 39 693 |
|               | 2010   | 2011   | 2012   | 2013   | 2015   | 2020   |